# Karl Wilhelm Dahl
Karl Wilhelm Dahl, auch Carl Dahl (* 19. Dezember 1869 in Zwingenberg, Großherzogtum Hessen; † 11. Mai 1942 in Düsseldorf), war ein deutscher Landschaftsmaler der Düsseldorfer Schule.

## Leben
Dahl studierte ab dem 15. Oktober 1886 an der Kunstakademie Düsseldorf Malerei. Dort besuchte er 1886/87 die Elementarklasse von Heinrich Lauenstein und die Vorbereitungsklasse von Hugo Crola, von 1887/88 bis 1890/91 die Antiken- und Naturklasse von Peter Janssen dem Älteren, von 1888/89 bis 1990/91 die Dekorationsklasse von Adolf Schill und ab 1890/91 die Malklasse bei Julius Roeting und Eduard von Gebhardt. 1894 schloss er sein Studium in Düsseldorf ab. In den 1890er Jahren freundete er sich mit dem Landschaftsmaler Wilhelm Fritzel an. Er lebte und arbeitete viele Jahre in Düsseldorf und war dort Mitglied des Künstlervereins Malkasten.
Dahls Gemälde sind dem deutschen Spätimpressionismus verpflichtet. Sein Landschaftsgemälde Heidelandschaft mit Brücke wurde 1917 vom preußischen Staat auf der Großen Berliner Kunstausstellung in Düsseldorf angekauft und der Nationalgalerie Berlin überwiesen.